# Bernières-sur-Mer
Pour les articles homonymes, voir Bernières (homonymie).
Bernières-sur-Mer est une commune française, située dans le département du Calvados en région Normandie, peuplée de 2 446 habitants.

## Géographie
La commune est sur la Côte de Nacre, aux confins de la plaine de Caen et du Bessin. Son bourg est à 7 km au Nord-Ouest de Douvres-la-Délivrande, à 19 km au Nord de Caen et à 24 km à l'Est de Bayeux.
Une partie de la commune située en bord de mer a été construite après la Seconde Guerre mondiale, alors que la partie historique du village est un peu plus éloignée du littoral.

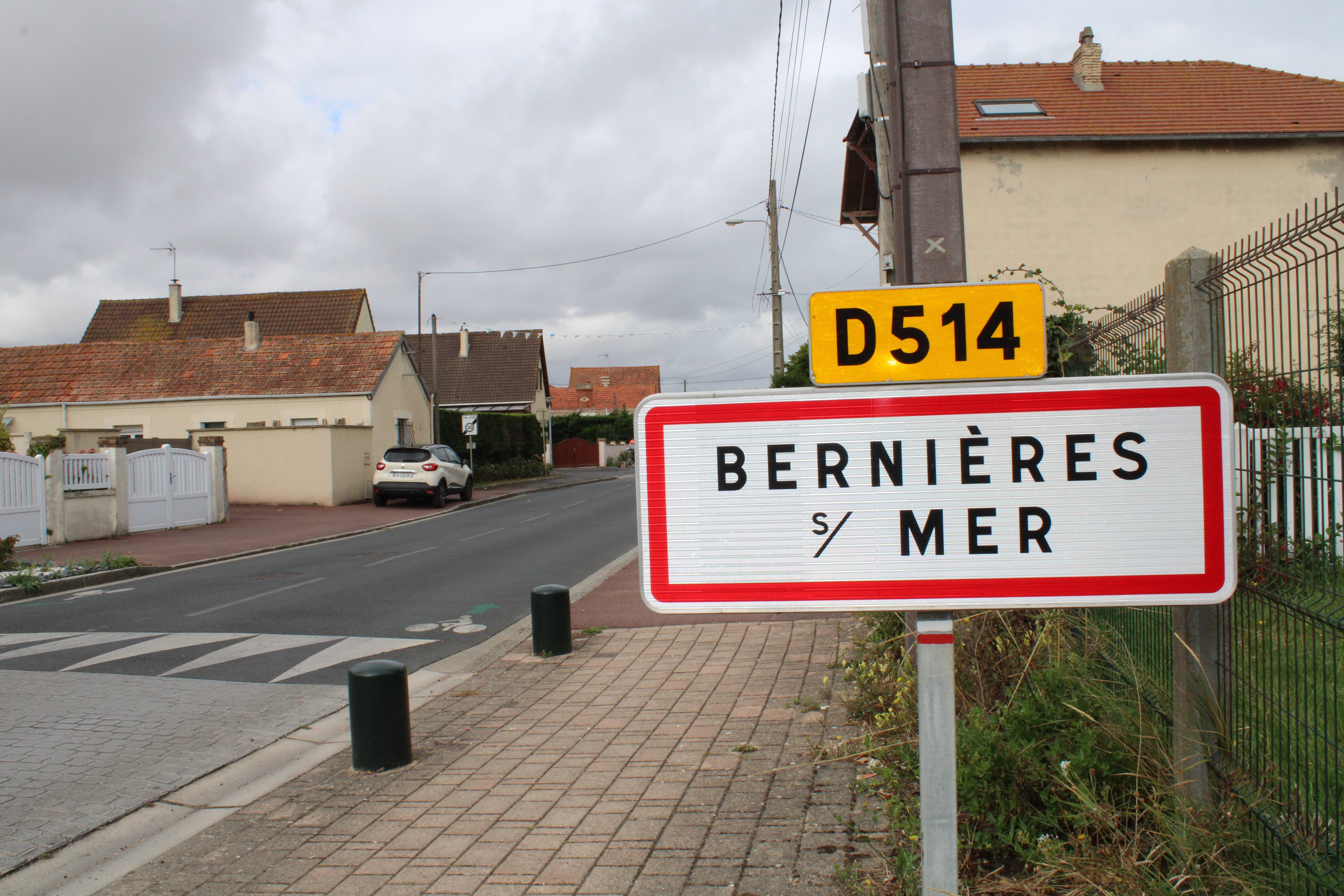
Entrée de ville.

| Mer de la Manche    | Mer de la Manche  | Mer de la Manche                                    |
| Courseulles-sur-Mer | Bernières-sur-Mer | Saint-Aubin-sur-Mer                                 |
| Bény-sur-Mer        | Bény-sur-Mer      | Tailleville (com. associée à Douvres-la-Délivrande) |

### Hydrographie
La commune est située dans le bassin Seine-Normandie. Elle n'est drainée par aucun cours d'eau,.

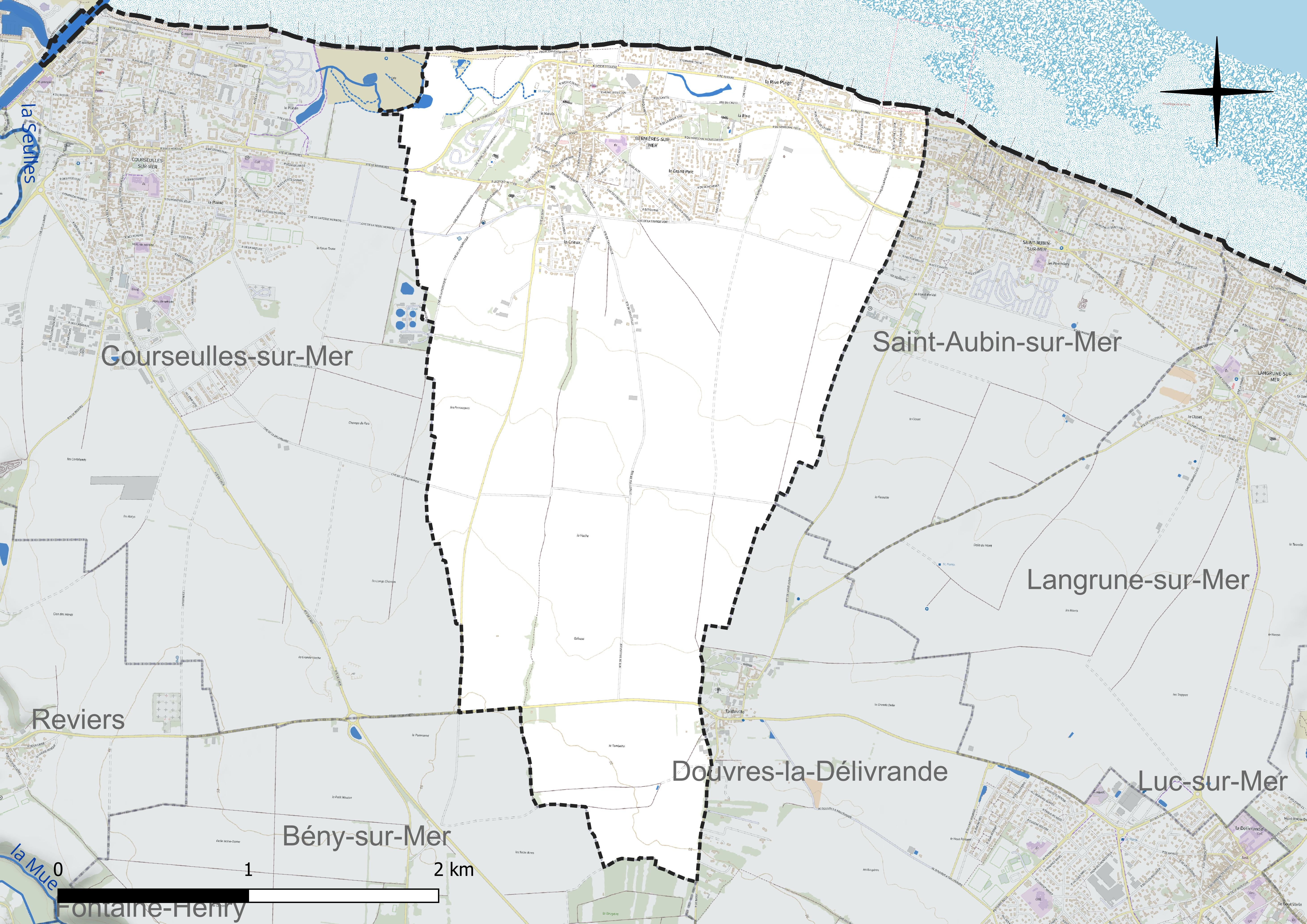
Réseau hydrographique de Bernières-sur-Mer.

### Climat
Pour des articles plus généraux, voir Climat de la Normandie et Climat du Calvados.
En 2010, le climat de la commune est de type climat océanique franc, selon une étude du CNRS s'appuyant sur une série de données couvrant la période 1971-2000. En 2020, Météo-France publie une typologie des climats de la France métropolitaine dans laquelle la commune est exposée à un climat océanique et est dans la région climatique  Normandie (Cotentin, Orne), caractérisée par une pluviométrie relativement élevée (850 mm/a) et un été frais (15,5 °C) et venté. Parallèlement le GIEC normand, un groupe régional d'experts sur le climat, différencie quant à lui, dans une étude de 2020, trois grands types de climats pour la région Normandie, nuancés à une échelle plus fine par les facteurs géographiques locaux. La commune est, selon ce zonage, exposée à un « climat des plateaux abrités », correspondant à la plaine agricole de Caen à Falaise, sous le vent des collines de Normandie et proche de la mer, se caractérisant par une pluviométrie et des contraintes thermiques modérées.
Pour la période 1971-2000, la température annuelle moyenne est de 11 °C, avec  une amplitude thermique annuelle de 11,6 °C. Le cumul annuel moyen de précipitations est de 643 mm, avec 11,4 jours de précipitations en janvier et 6,8 jours en juillet. Pour la période 1991-2020, la température moyenne annuelle observée sur la station météorologique installée sur la commune est de 11,7 °C et le cumul annuel moyen de précipitations est de 695,0 mm,. Pour l'avenir, les paramètres climatiques de la commune estimés pour 2050 selon différents scénarios d'émission de gaz à effet de serre sont consultables sur un site dédié publié par Météo-France en novembre 2022.
| Mois                                  | jan.          | fév.          | mars          | avril         | mai           | juin          | jui.          | août          | sep.          | oct.          | nov.          | déc.          | année     |
| ------------------------------------- | ------------- | ------------- | ------------- | ------------- | ------------- | ------------- | ------------- | ------------- | ------------- | ------------- | ------------- | ------------- | --------- |
| Température minimale moyenne (°C)     | 3,8           | 3,6           | 4,6           | 6,2           | 9             | 11,8          | 13,5          | 13,8          | 12,2          | 10,1          | 6,9           | 4,3           | 8,3       |
| Température moyenne (°C)              | 6,4           | 6,5           | 7,9           | 9,9           | 12,6          | 15,6          | 17,4          | 17,7          | 16            | 13,5          | 9,8           | 7             | 11,7      |
| Température maximale moyenne (°C)     | 9             | 9,4           | 11,1          | 13,7          | 16,3          | 19,3          | 21,4          | 21,7          | 19,9          | 16,8          | 12,6          | 9,6           | 15,1      |
| Record de froid (°C) date du record   | −8 09.01.09   | −7,5 11.02.12 | −4,8 01.03.05 | −3,1 08.04.03 | 0,2 01.05.21  | 3,9 04.06.15  | 7,5 06.07.04  | 7,4 02.08.15  | 2,7 26.09.18  | −1 21.10.07   | −4,5 30.11.16 | −5,9 28.12.05 | −8 2009   |
| Record de chaleur (°C) date du record | 16,7 01.01.22 | 19,1 20.02.21 | 24,8 31.03.21 | 26,7 18.04.18 | 30,9 27.05.05 | 36,1 29.06.19 | 39,4 25.07.19 | 35,6 01.08.13 | 30,7 30.09.11 | 30,1 02.10.23 | 20,7 07.11.15 | 17 31.12.22   | 39,4 2019 |
| Précipitations (mm)                   | 57,1          | 52            | 47,4          | 44,6          | 50,6          | 57            | 48,3          | 63,4          | 46,2          | 75,3          | 77,5          | 75,6          | 695       |

## Urbanisme

### Typologie
Au 1er janvier 2024, Bernières-sur-Mer est catégorisée petite ville, selon la nouvelle grille communale de densité à 7 niveaux définie par l'Insee en 2022.
Elle appartient à l'unité urbaine de Luc-sur-Mer, une agglomération intra-départementale dont elle est ville-centre,. Par ailleurs la commune fait partie de l'aire d'attraction de Caen, dont elle est une commune de la couronne,. Cette aire, qui regroupe 296 communes, est catégorisée dans les aires de 200 000 à moins de 700 000 habitants,.
La commune, bordée par la baie de Seine, est également une commune littorale au sens de la loi du 3 janvier 1986, dite loi littoral. Des dispositions spécifiques d'urbanisme s'y appliquent dès lors afin de préserver les espaces naturels, les sites, les paysages et l'équilibre écologique du littoral, tel le principe d'inconstructibilité, en dehors des espaces urbanisés, sur la bande littorale des 100 mètres, ou plus si le plan local d'urbanisme le prévoit.

### Occupation des sols
L'occupation des sols de la commune, telle qu'elle ressort de la base de données européenne d'occupation biophysique des sols Corine Land Cover (CLC), est marquée par l'importance des territoires agricoles (77,3 % en 2018), en diminution par rapport à 1990 (79,1 %). La répartition détaillée en 2018 est la suivante : 
terres arables (76,4 %), zones urbanisées (15,9 %), espaces verts artificialisés, non agricoles (4 %), zones humides intérieures (1,9 %), zones agricoles hétérogènes (0,9 %), zones humides côtières (0,8 %), forêts (0,1 %). L'évolution de l'occupation des sols de la commune et de ses infrastructures peut être observée sur les différentes représentations cartographiques du territoire : la carte de Cassini (XVIIIe siècle), la carte d'état-major (1820-1866) et les cartes ou photos aériennes de l'IGN pour la période actuelle (1950 à aujourd'hui).

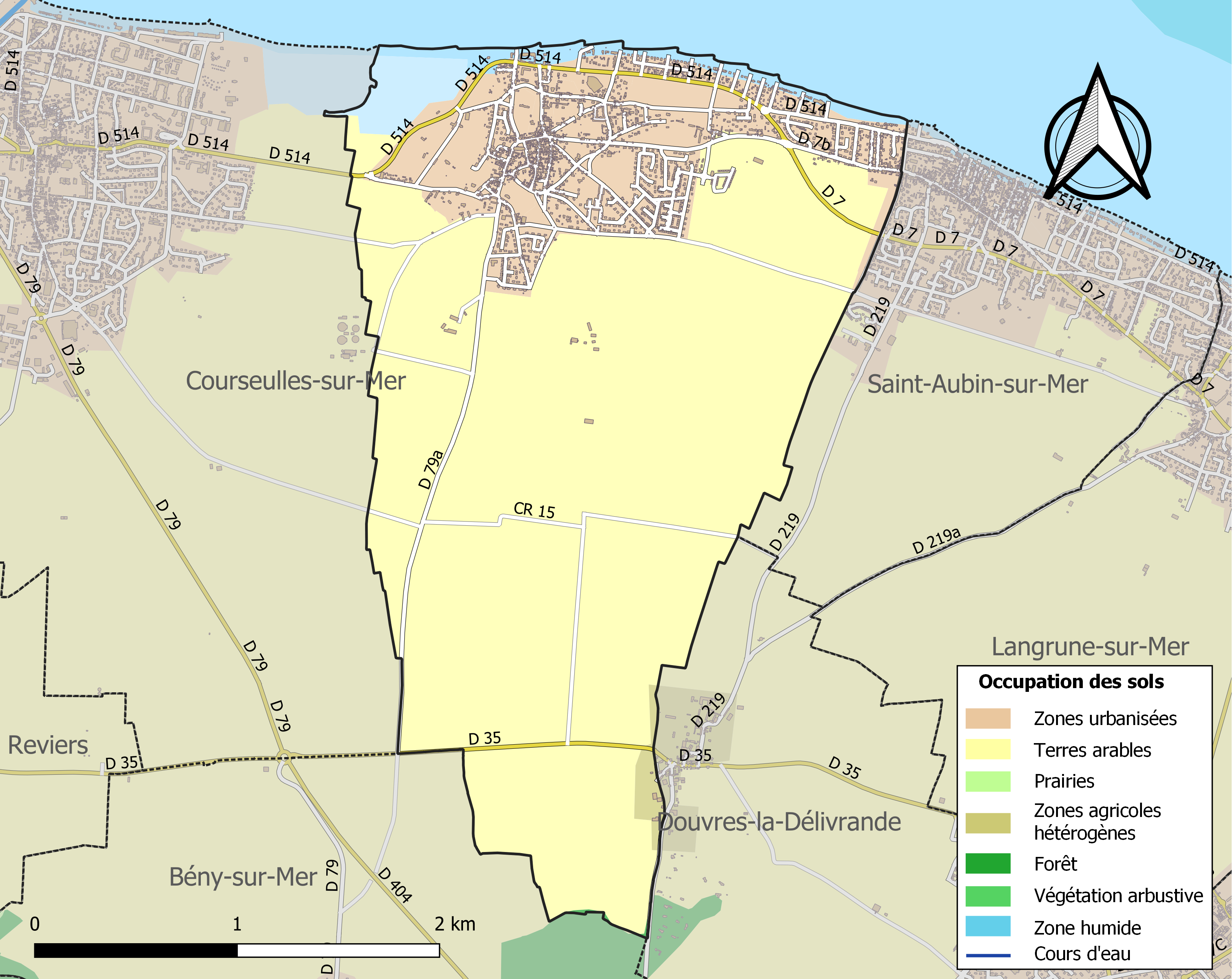
Carte des infrastructures et de l'occupation des sols de la commune en 2018 (CLC).

## Toponymie
Le nom de la localité est attesté sous les formes Bernerias et de Berneres en 1063.
Albert Dauzat, ainsi qu'Ernest Nègre, considèrent que ce toponyme est issu l'anthroponyme Bernier,.
René Lepelley y décèle quant à lui le gaulois *brenno, « terrain humide ». L'existence d'un lieu-dit le Marais étaye cette hypothèse. Vraisemblablement en rapport avec l'ancien français berne ou  baherne, atelier pour la fabrication du sel par évaporation », d'où bernerie latinisé en bernaria.
Le gentilé est Bernièrais.

## Histoire
Bernières est un ancien port du royaume de France.

### Moyen Âge
En 1589, le village a pour seigneur Pelloquin de Bernières, date à laquelle il est autorisé par un mandement du roi Henri III à construire un moulin à vent dans sa seigneurie de Bernières.

### Époque contemporaine
En juin 1944, lors du débarquement allié en Normandie, la plage de Bernières-sur-Mer est le secteur Nan de Juno Beach, seconde plage la mieux fortifiée après Omaha Beach. Le général allemand Friedrich-Wilhelm Richter commande la 716e division gardant la région avec onze canons de 155 mm et neuf de 75 mm. La prise de ce secteur est assignée à la 3e Division d'infanterie canadienne commandée par le major-général Rodney Keller (décédé en 1954 lors d'une visite en Normandie).
Le 6 juin 1944, jour J, avec le commando Kieffer le Régiment de la Chaudière est la seule unité francophone à participer aux opérations à terre du débarquement. Commandé par le lieutenant Paul Mathieu de Québec, ce régiment de Canadiens français débarque à Bernières-sur-Mer après les Queen's Own Rifles of Canada et surprend la population locale qui ne s'attendait pas à rencontrer des troupes parlant le français. À la fin de la journée suivante, les forces canadiennes, 21 500 hommes (sans compter les pertes), font leur jonction avec les forces britanniques qui ont pris Sword Beach. Les pertes canadiennes (morts, blessés, disparus) sont d'environ un millier de combattants.

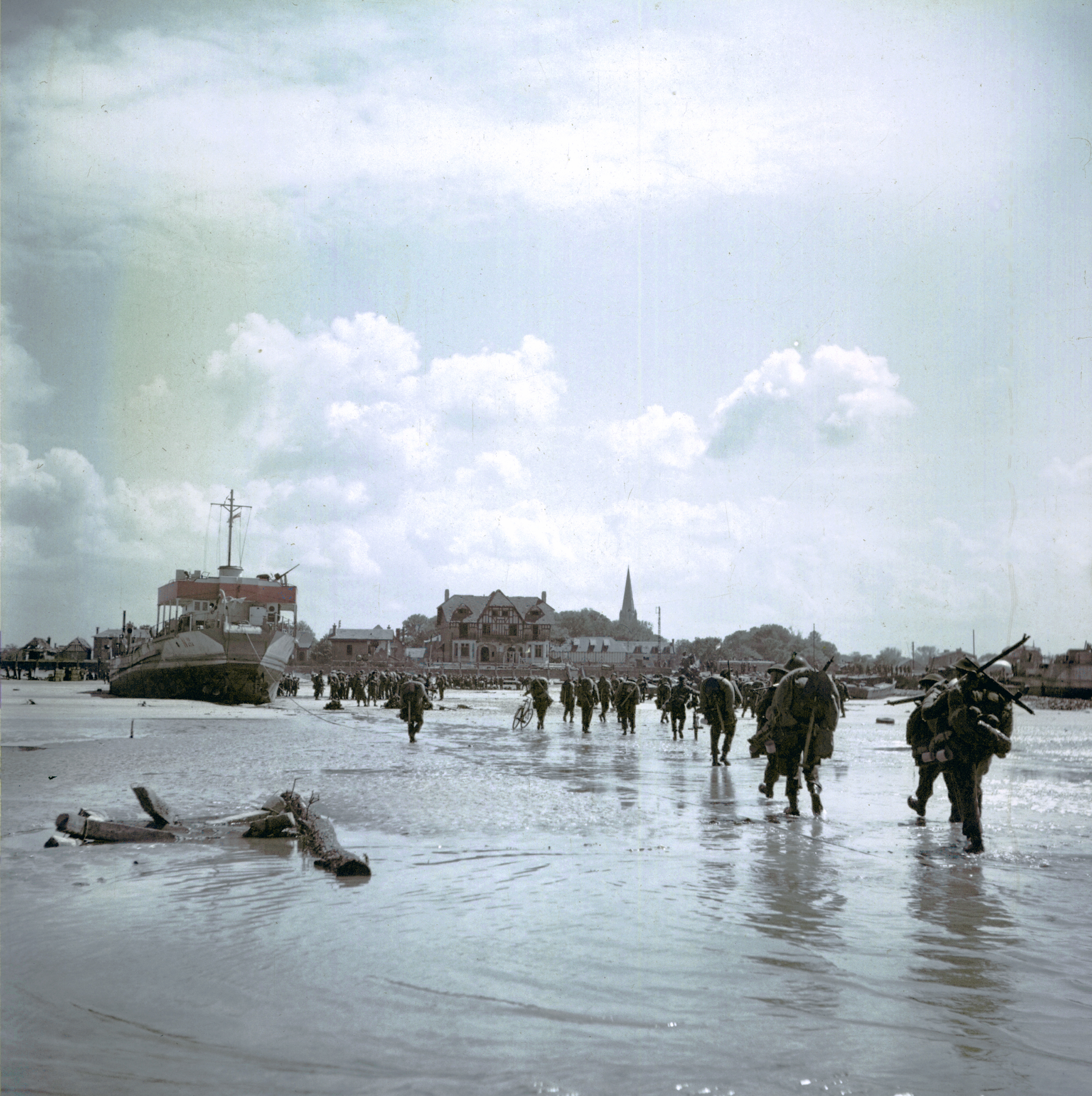
Soldats de l'infanterie canadienne débarquant le 6 juin 1944 sur la plage de Juno Beach et se dirigeant vers Bernières-sur-Mer, que l'on aperçoit en  arrière-plan.
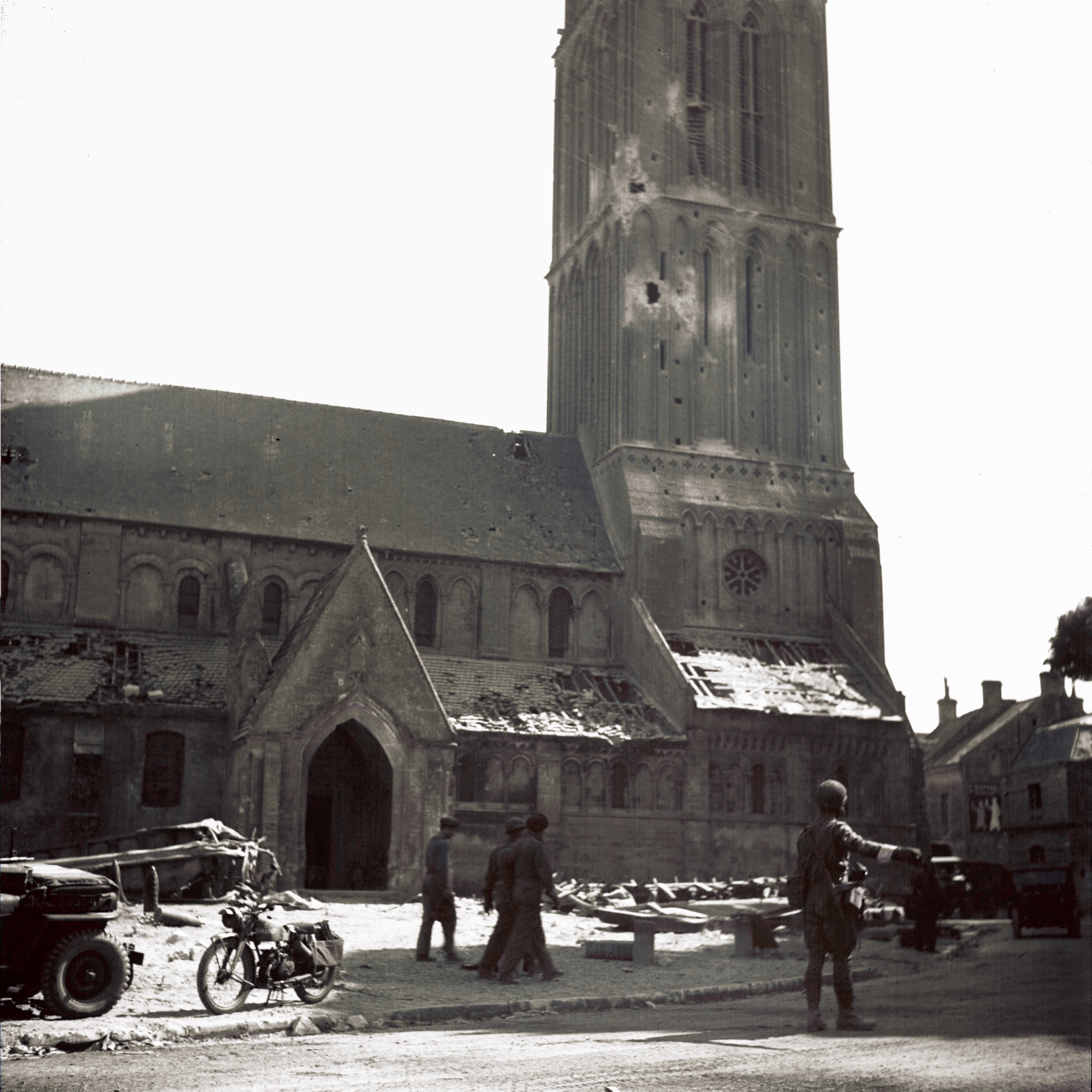
Le même jour, un soldat canadien faisant la circulation devant l'église de Bernières-sur-Mer. Sont visibles sur l'édifice des impacts d'obus et des dégâts sur la toiture et le clocher.

## Politique et administration

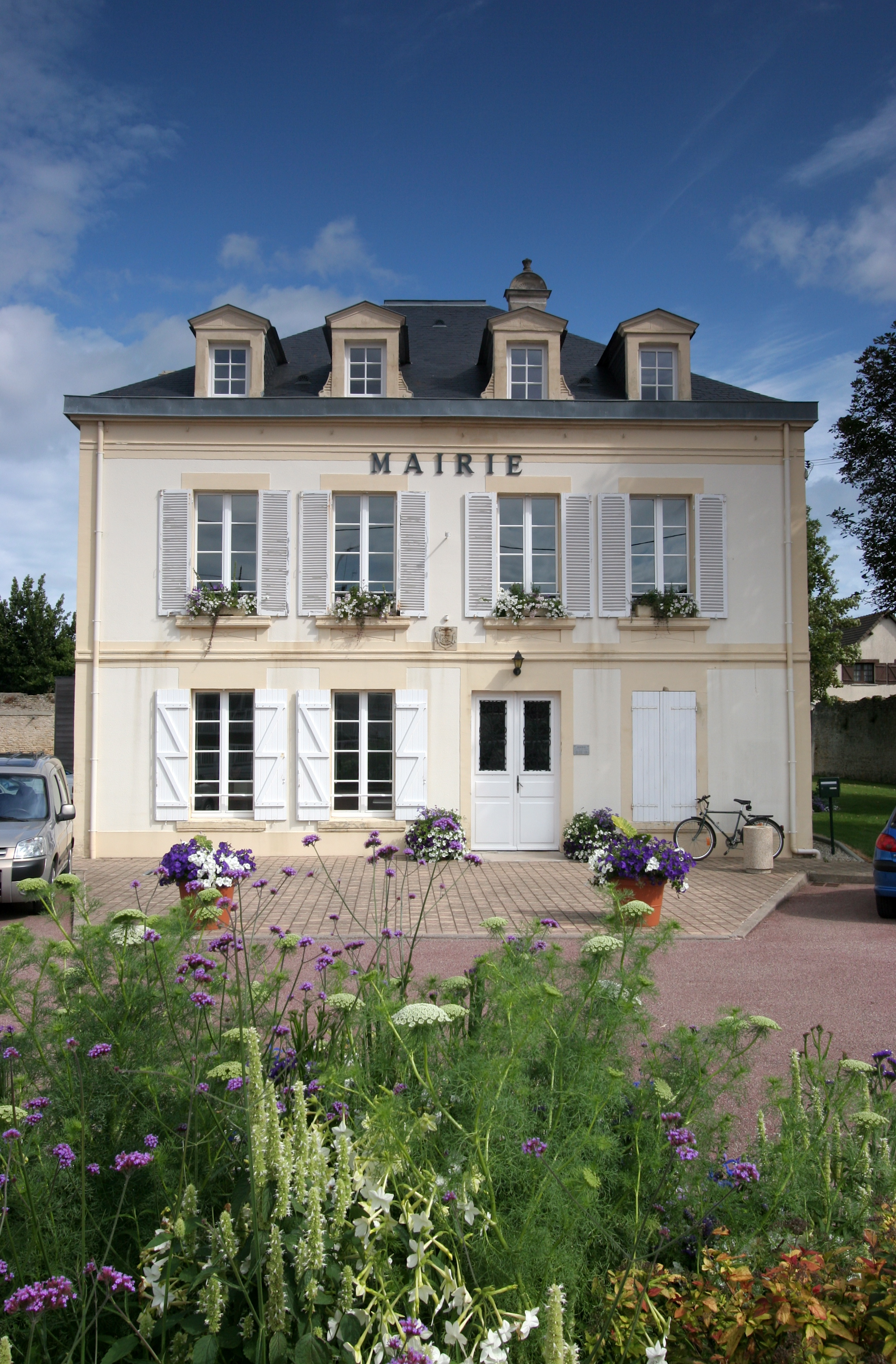
La mairie.

### Administration municipale
Le nombre d'habitants au dernier recensement étant compris entre 1 500 et 2 499, le nombre de membres du conseil municipal est de 19.

### Liste des maires
| Période                                  | Période               | Identité                  | Étiquette | Qualité |
| ---------------------------------------- | --------------------- | ------------------------- | --------- | --- |
| 1945                                     | après 1961            | Achille Min               |           | Maire honoraire Chevalier de la Légion d'honneur |
| 1965 ?                                   | 1967                  | Adolphe Louis-Philippe    |           | |
| 1967                                     | 1972                  | Ernest Prod'homme         |           | Architecte |
| 1972                                     | juillet 1989,         | Christian Hayaux du Tilly |           | Directeur de banque |
| juillet 1989                             | août 1989             | Délégation spéciale       |           | |
| août 1989                                | juin 1995             | Henri Maudelonde          |           | Directeur financier |
| juin 1995                                | août 2000 (démission) | René Tenet                |           | Cadre retraité, ancien directeur régional |
| août 2000                                | octobre 2000          | Marie-Noëlle Berthelot    |           | Première adjointe au maire (1995 → 2000) Maire par intérim |
| octobre 2000                             | avril 2014            | Maryvonne Mottin          | PRG       | Technicienne biologiste retraitée Conseillère générale de Douvres-la-Délivrande (2008 → 2015) Vice-présidente de la CC Cœur de Nacre Suppléante de la députée Isabelle Attard (2012 → 2017) |
| avril 2014                               | mai 2020              | Denis Leportier           | SE        | Sapeur-pompier retraité |
| mai 2020                                 | En cours              | Thomas Dupont-Federici    | G·s       | Professeur agrégé en économie et gestion RH Vice-président de la CC Cœur de Nacre |
| Les données manquantes sont à compléter. |                       |                           |           | |

Le conseil municipal est composé de dix-neuf membres dont le maire et cinq adjoints.

## Démographie
L'évolution du nombre d'habitants est connue à travers les recensements de la population effectués dans la commune depuis 1793. Pour les communes de moins de 10 000 habitants, une enquête de recensement portant sur toute la population est réalisée tous les cinq ans, les populations de référence des années intermédiaires étant quant à elles estimées par interpolation ou extrapolation. Pour la commune, le premier recensement exhaustif entrant dans le cadre du nouveau dispositif a été réalisé en 2006.
En 2022, la commune comptait 2 446 habitants, en évolution de +5,2 % par rapport à 2016 (Calvados : +1,58 %, France hors Mayotte : +2,11 %).
| 1793  | 1800  | 1806  | 1821  | 1831  | 1836  | 1841  | 1846  | 1851  |
| ----- | ----- | ----- | ----- | ----- | ----- | ----- | ----- | ----- |
| 1 245 | 1 288 | 1 403 | 1 443 | 1 482 | 1 460 | 1 368 | 1 414 | 1 378 |

| 1856  | 1861  | 1866  | 1872  | 1876  | 1881 | 1886 | 1891 | 1896 |
| ----- | ----- | ----- | ----- | ----- | ---- | ---- | ---- | ---- |
| 1 301 | 1 198 | 1 235 | 1 130 | 1 078 | 966  | 916  | 836  | 807  |

| 1901 | 1906 | 1911 | 1921 | 1926 | 1931 | 1936 | 1946 | 1954  |
| ---- | ---- | ---- | ---- | ---- | ---- | ---- | ---- | ----- |
| 864  | 876  | 820  | 812  | 740  | 815  | 803  | 981  | 1 065 |

| 1962 | 1968 | 1975  | 1982  | 1990  | 1999  | 2006  | 2011  | 2016  |
| ---- | ---- | ----- | ----- | ----- | ----- | ----- | ----- | ----- |
| 930  | 964  | 1 053 | 1 548 | 1 563 | 1 882 | 2 373 | 2 311 | 2 325 |

| 2021  | 2022  | - | - | - | - | - | - | - |
| ----- | ----- | - | - | - | - | - | - | - |
| 2 388 | 2 446 | - | - | - | - | - | - | - |

Bernières-sur-Mer fait partie de l'unité urbaine de Douvres-la-Délivrande - Luc-sur-Mer, formée par les communes de Bernières-sur-Mer, Douvres-la-Délivrande, Langrune-sur-Mer, Luc-sur-Mer et Saint-Aubin-sur-Mer.

## Économie et tourisme
Bernières-sur-Mer est dénommée « commune touristique » depuis septembre 2010.

## Lieux et monuments
- L'église Notre-Dame-de-la-Nativité (XIIe - XIVe siècles) qui fait l'objet d'un classement au titre des monuments historiques par la liste de 1840[40]. Le retable, haut d'environ 7 m, est l'un des plus grands du Calvados. Il a été élevé aux alentours de l'an 1660. Le clocher, haut de 67 m, pouvait servir d'amer aux bateaux[41].
- Le manoir de la Luzerne, du XVe siècle, qui fait l'objet d'une inscription au titre des monuments historiques depuis le 22 décembre 1998[42].
- Le château de Quintefeuille (XVIIIe siècle).
- Le château de Semilly (XVIIe siècle) qui fait l'objet d'une inscription au titre des monuments historiques depuis le 16 septembre 1937[43].
- La gare de Bernières.
- La plage de Juno Beach.
- Signal, monument commémoratif du débarquement allié du 6 juin 1944, situé place du 6 juin. Il est financé par l'argent tiré de la vente d'épaves du débarquement. Il est inauguré le 19 novembre 1950 par Antoine Pinay et Georges Vanier. Il est inscrit dessus : « Ici, le 6 juin 1944, l'héroïsme des forces alliées libère l'Europe ». Le texte y est également inscrit en anglais. Il fait partie d'une série de monuments semblables, portant le même titre, situés dans les communes où le débarquement de 1944 eut lieu.

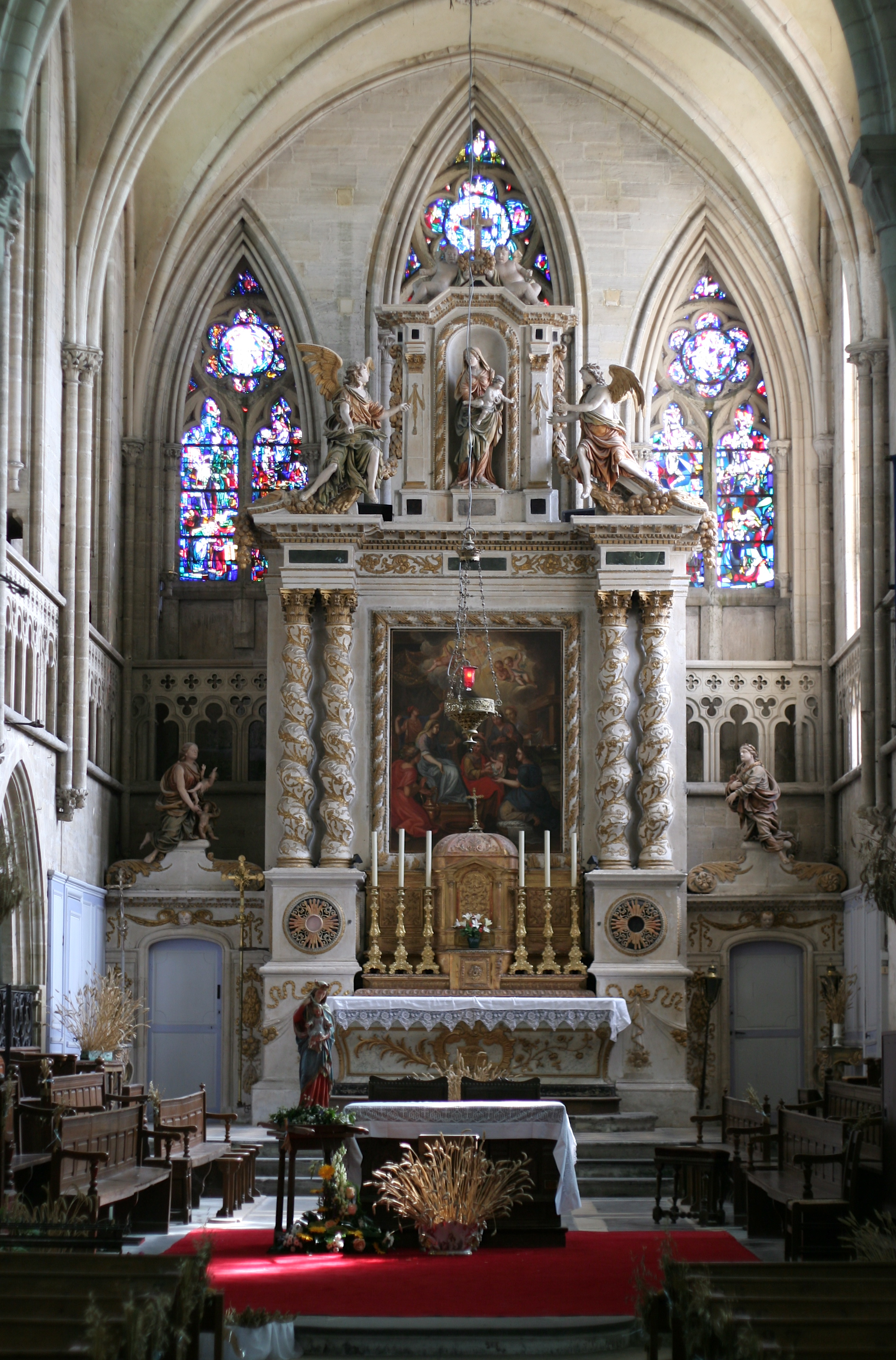
Le retable de l'église.
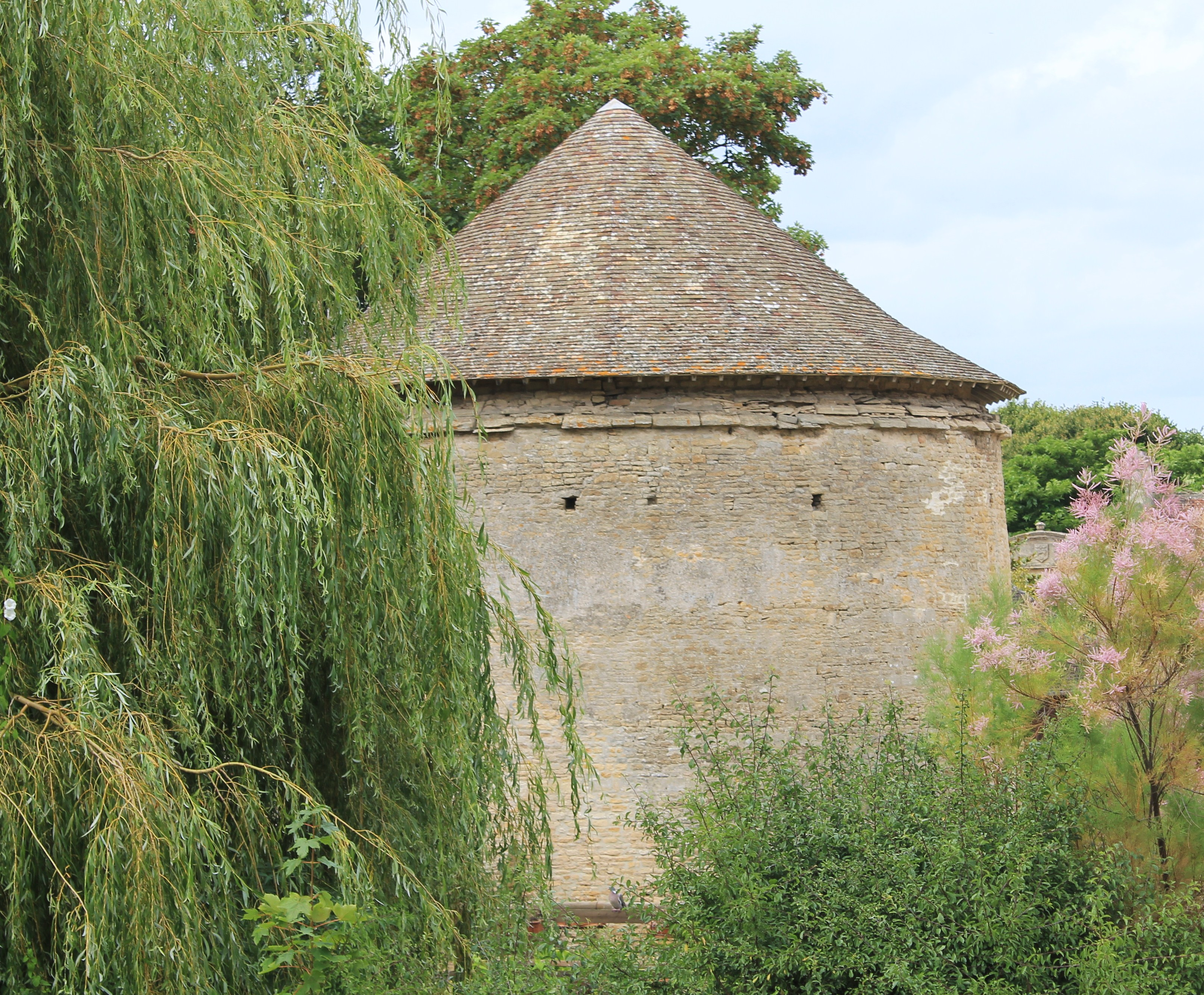
Le colombier du manoir de la Luzerne.
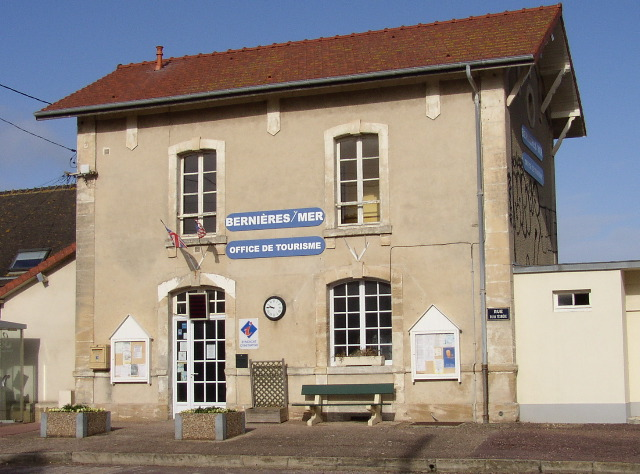
L'ancienne gare de Bernières-sur-Mer.
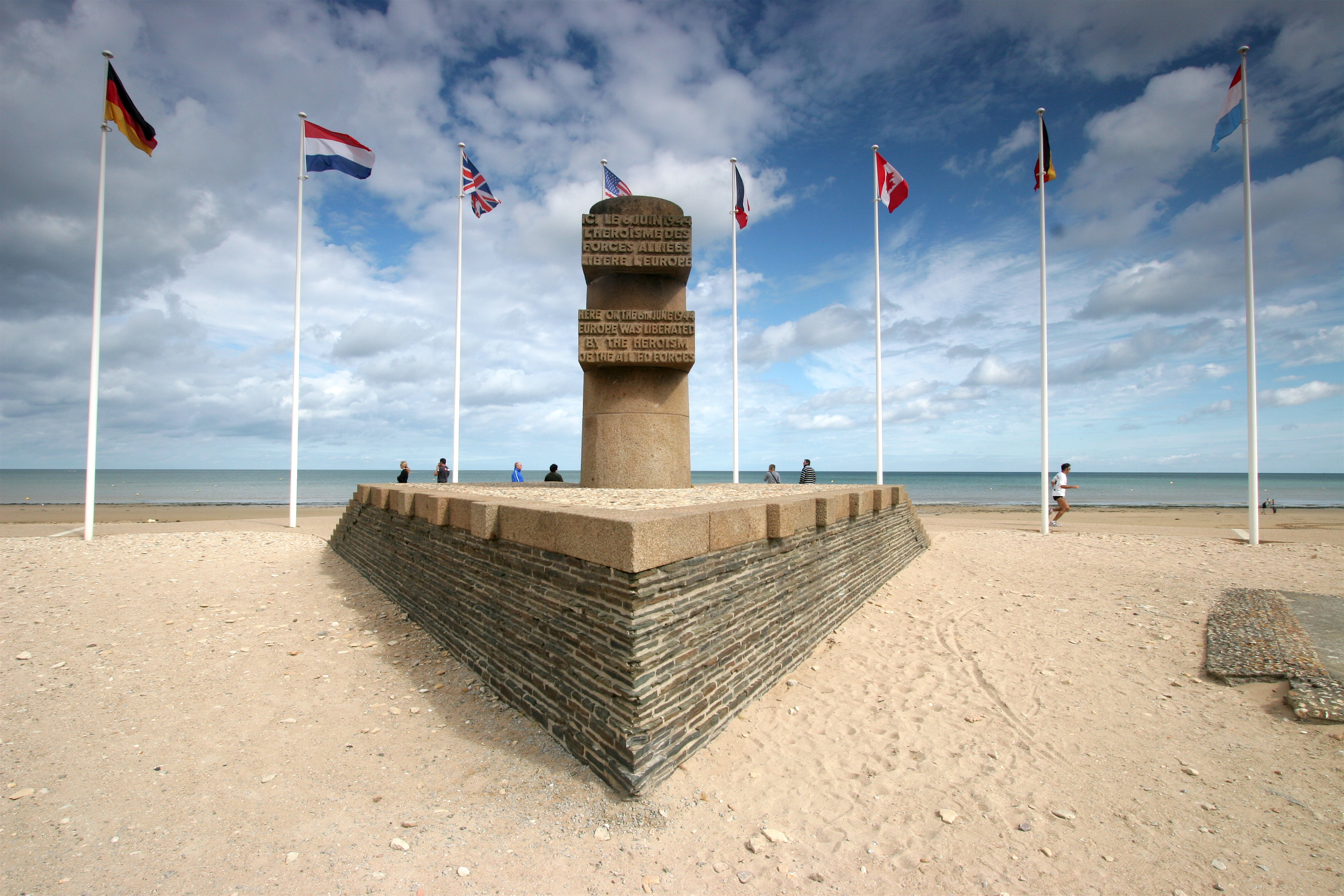
Monument Signal.
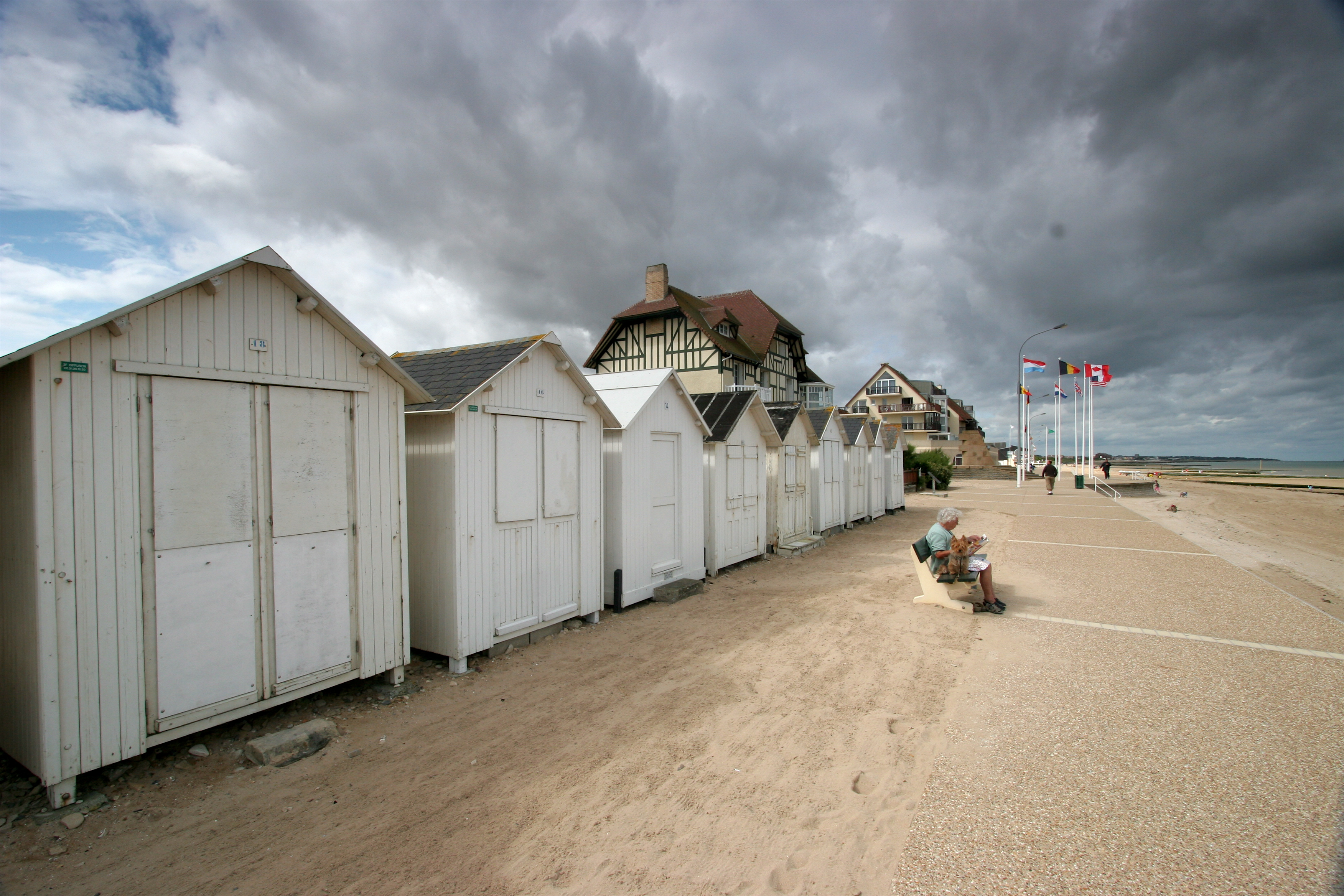
La plage.

### Sites naturels protégés
La falaise du Cap Romain est classée réserve naturelle nationale depuis 1984.

## Activité et manifestations

### Jumelages
- Eisingen (Allemagne) depuis 1991[44].
- Bernières (Canada) depuis 1993[44].
- Arcade (Italie) depuis 2014[44].

## Personnalités liées à la commune
- Paul Mathieu (1907-1976), lieutenant colonel, né à Québec, commandant du Régiment de la Chaudière, formé de Canadiens français, le 6 juin 1944.
- Jean Cuisenier (1927-2017), ancien directeur du Musée national des arts et traditions populaires à Paris et du Centre d'ethnologie française, a vécu ses dernières années à Bernières-sur-Mer.

## Héraldique
| Blason de Bernières-sur-Mer | Blason  | D'azur au voilier contourné d'argent, sur des ondes du même, surmonté de trois croisettes d'or. |
| Blason de Bernières-sur-Mer | Détails |                                                                                                 |